# マリーチ

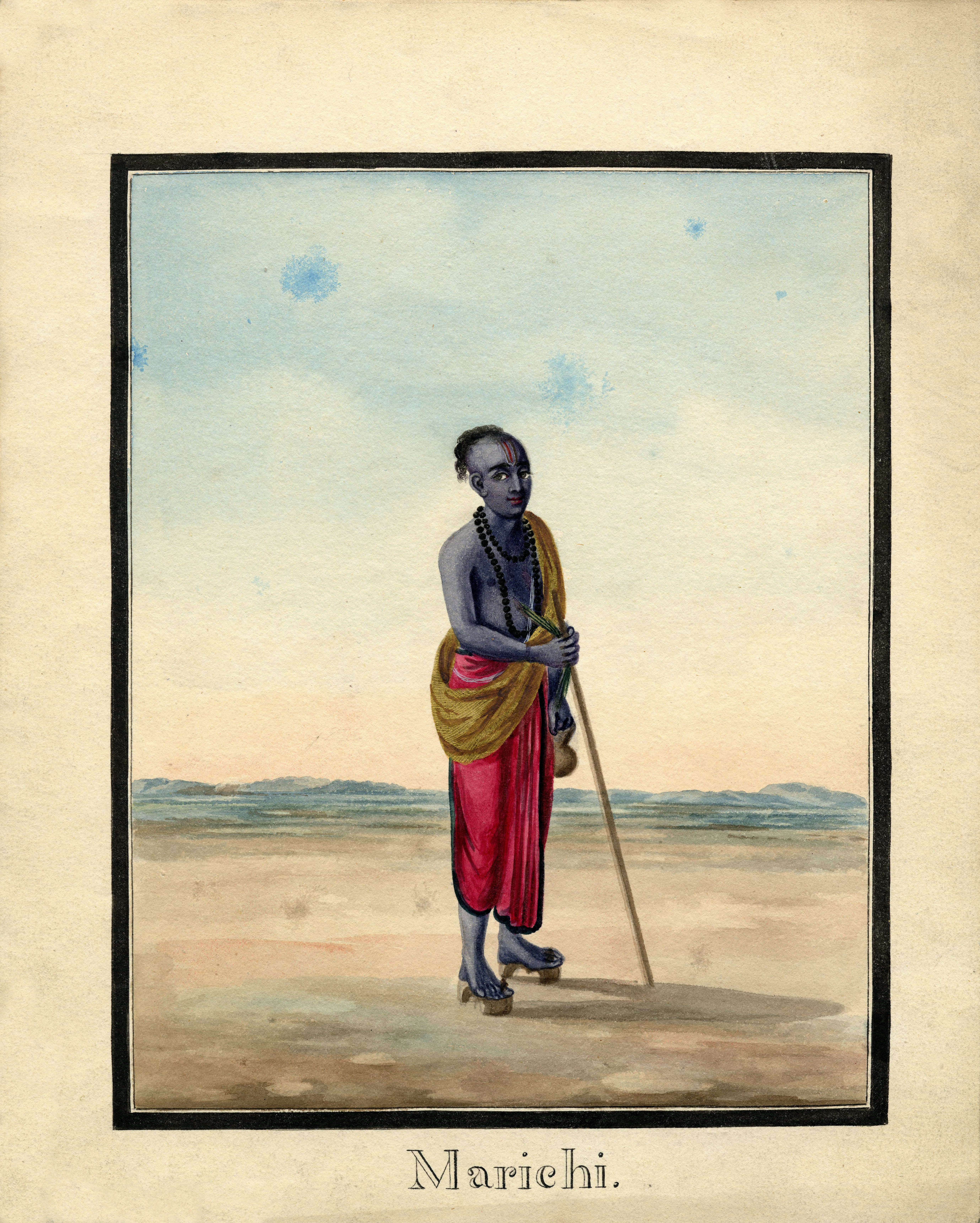
マリーチ（19世紀の水彩画、大英博物館蔵）

マリーチ（サンスクリット: मरीचि Marīci）は古代インドの神話上のリシ。神々（デーヴァ）とアスラ双方を生んだカシュヤパの父とされる。プラジャーパティのひとりとされ、サプタルシ（七聖仙）のひとりにあげられることもある。

## 伝説
「マリーチ」は普通名詞では「きらきらした光・光線」を指す。仏教の摩利支天（マーリーチー）も同語源だが、関係はない。
カシュヤパは『リグ・ヴェーダ』のいくつかの賛歌の作者とされ、9.114の賛歌では本文中で言及されているが、彼の父称はマーリーチャであり、これは「マリーチの子」を意味する。マリーチ本人はヴェーダには見えない。
『ラーマーヤナ』巻2によると、アーカーシャからブラフマーが生まれ、ブラフマーからマリーチが生まれ、マリーチからカシュヤパが生まれ、カシュヤパから太陽神ヴィヴァスヴァットが生まれ、ヴィヴァスヴァットから人類の祖であるマヌが生まれた。
『マハーバーラタ』巻1によると、マリーチはブラフマーの心から生まれたリシのひとりである。マリーチからはカシュヤパが生まれた。カシュヤパはダクシャの娘のアディティを妻として12人のアーディティヤ神群を生んだ。アーディティヤ神群のひとりであるヴィヴァスヴァットからはマヌとヤマが生まれた。
カシュヤパの父とされる以外、マリーチはあまりインド神話に登場しない。

### ガヤーの起源
『アグニ・プラーナ』114章によると、マリーチはダルマヴラターを妻としていた。ある日マリーチは帰宅後にダルマヴラターに足をマッサージするように言いつけ、そのまま眠ってしまった。そこへブラフマーが客として訪れたため、ダルマヴラターは彼をもてなすためにその場を離れた。目がさめたマリーチはダルマヴラターがいないことを怒り、呪いによって彼女を石に変えた。ダルマヴラターは自分が潔白を明らかにするために苦行を行い、神々がそれに従って現れた。神々にもマリーチの呪いを解くことはできなかったが、石をヴィシュヌの足跡のある聖なる石に変化させることはできた。その石はアスラを動けなくする力を持っていた。
後にアスラのガヤが苦行を行い、神々はそれを恐れた。ブラフマーはガヤが自分自身を供犠として捧げることを要求し、ガヤはそれを受け入れた。ヴィシュヌはもとダルマヴラターであった聖石でガヤを押さえつけて動けなくした。その場所は聖地ガヤーとなった。